# Sinus urogenital
Sinusul urogenital este o parte a corpului uman, prezent numai în stadiul de embrion, în perioada dezvoltării organelor excretoare și sexuale. Se formează din porțiunea ventrală a cloacei, care se separă în canalul (sinusul) urogenital și sinusul anorectal. Sinusurile rezultate sunt despărțite de o membrană de origine mezodermică ce se numește sept urorectal. În sinusul urogenital se deschid primordiile ureterelor, canalele mezonefrice și paramezonefrice.
Către săptămânile a 4-a și a 5-a de dezvoltare embrionară, în partea anterioară a sinusului se dezvoltă tuberculul genital și plicele genitale. Tuberculul genital se transformă în clitoris la femeie sau penis la bărbat, iar plicele - în labii mici și, respectiv, în rafeul penian și scrotal. 
La femeie, pereții dorsali ai sinusului urogenital dau naștere bulbilor sinovaginali, din care se va dezvolta partea inferioară a vaginului. Procesul de individualizare a regiunii inferioare a vaginului începe atunci când capătul distal al canalelor paramesonefrice, structuri care vor forma în cele din urmă uterul și fornixul vaginal. 
La bărbat, sinusul urogenital este împărțit în trei secțiuni: superioară, pelviană și falică. Partea superioară formează vezica urinară, din secțiunea pelviană se dezvoltă porțiunea membranară a uretrei și cea falică dă naștere uretrei peniene.